# Птицы 2: Край земли
«Птицы 2: Край земли» (англ. The Birds 2: Land's End) — телефильм. Экранизация произведения, автор которого — Дафна Дю Морье.

## Сюжет
Учитель биологии и ветеран гражданской войны в Сомали Тед Охеда вместе со своей женой и дочерью Рэйчел переезжает на время в летний домик, чтобы закончить свою диссертацию и отойти от недавней смерти сына. Во время нахождения здесь они становятся жертвами птичьих стай, нападающих без видимых причин. Мэр города упорно отказывается признать роль пернатых в нанесении тяжких ран, но вскоре вынужден это сделать, так как нападения жестоких птиц продолжаются.

## В ролях
- Брэд Джонсон — Тед
- Челси Филд — Мэй
- Джеймс Нафтон — Фрэнк